# Dirk van der Ven
Dirk van der Ven (Duisburg, 1 maart 1970) is een Duits voormalig voetballer die als aanvaller speelde.
Hij speelde onder meer bij SG Wattenscheid 09, KFC Uerdingen 05 en Arminia Bielefeld en kort in Japan bij Yokohama FC.

## Spelers carrière
Dirk van der Ven speelde als centrumspits van 1987 tot 2006 op professioneel niveau. Hij speelde onder meer bij SG Wattenscheid 09, KFC Uerdingen 05 en Arminia Bielefeld en kort in Japan bij Yokohama FC. Zijn beste periode was echter toen hij speelde voor FC Gütersloh (1995-1997).
Mede door Van der Ven wist in het seizoen 1995/1996 FC Gütersloh te promoveren naar de 2e divisie in Duitsland. Dit seizoen was de centrumspits topscorer van de gehele competitie met 21 doelpunten. In 1996/1997 degradeerde FC Gütersloh echter weer terug naar Regionalliga West/Südwest. Hij was dat seizoen wel nog de topscorer van de club met 10 doelpunten.

## Na zijn carrière
Van der Ven was assistent-trainer van het vrouwenteam van FC Gütersloh 2000. In het seizoen 2014/15 was hij assistent-trainer van Heiko Bonan bij FC Gütersloh. Tussen 2017 en 2020 werkte de voormalige Bundesliga-professional als coach van het voetbaldistrictsteam Viktoria Rietberg II. Vanaf 2020 was hij een jaar assistent-trainer bij SV Avenwedde. In juli 2022 werd hij hoofdtrainer van het tweede elftal van FC Gütersloh. Met deze ploeg promoveerde hij in zijn eerste seizoen naar de Bezirksliga. Hij is hier ook nog steeds actief als hoofdtrainer.
Tegenwoordig runt hij ook een voetbalhal en een voetbalschool.